# ラングドン・ウォーナー

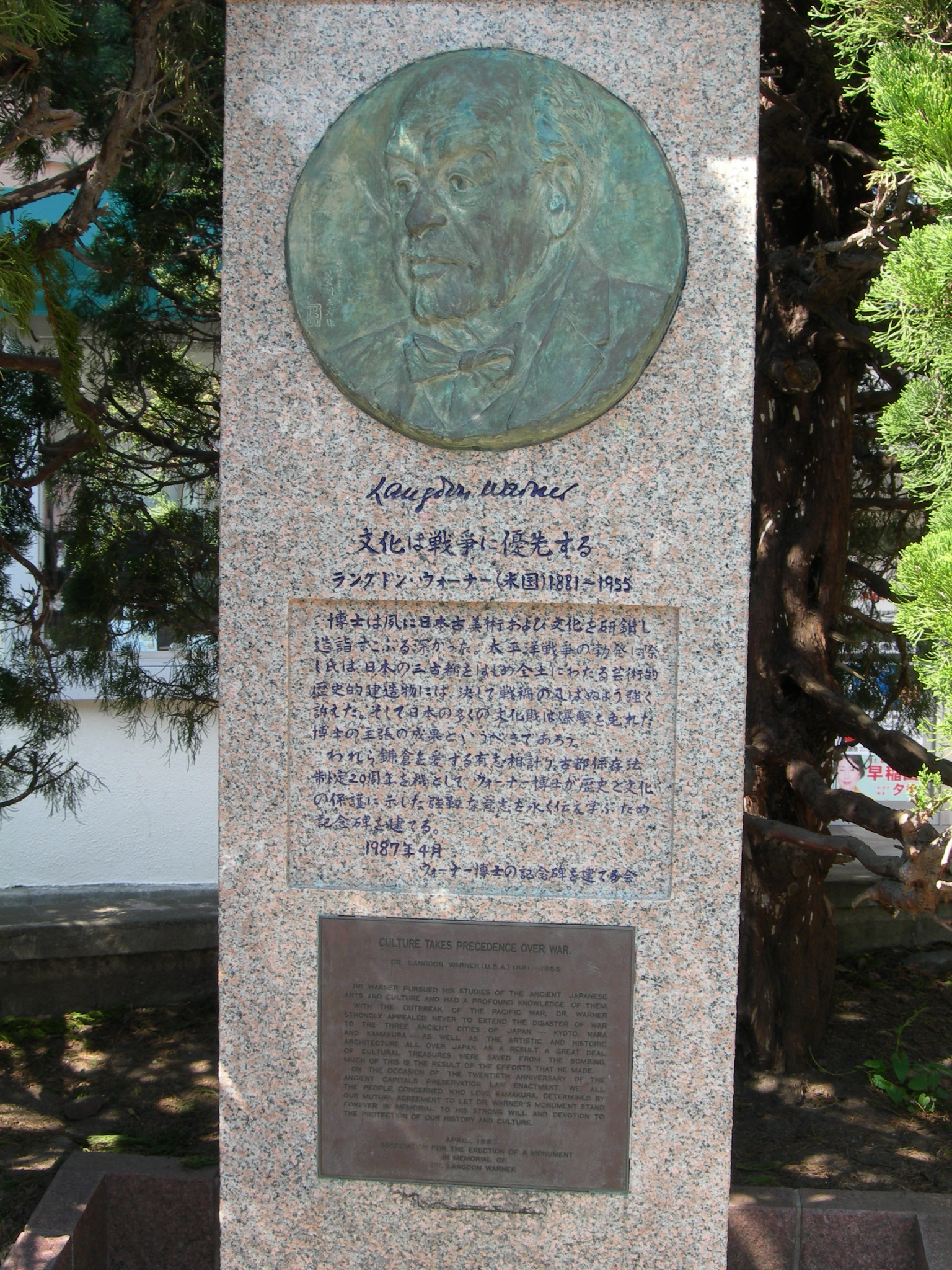
鎌倉駅西口のウォーナー顕彰碑（2009年撮影）

ラングドン・ウォーナー（Langdon Warner、1881年8月1日 - 1955年6月9日）は、アメリカの美術史家。ランドン・ウォーナーとも表記される。シルクロードの探検家であり、アメリカ芸術科学アカデミーフェロー（1927年）。
奈良や京都を爆撃対象から外すように米空軍に進言するなど、太平洋戦争中に日本の文化財を空襲の対象から外すよう進言した人物とされるが異論も多い。
1924年にウォーナー探検隊は、中国の莫高窟を訪問し（現在は世界遺産）、26枚の壁画を薬品を用いてはぎ取った。それらは現在ハーバード美術館群に収録されている。

## 略歴
マサチューセッツ州ケンブリッジ生まれ。1903年ハーバード大学卒業。卒業後ボストン美術館で岡倉天心の助手を務め、1907年に同美術館の研修候補生として日本に派遣された。新納忠之介に教えを受けたのもこの頃｡1910年にロンドンで開催される日本古代美術展の準備をしていた岡倉らを手伝い、3冊の詳細な出品カタログ『日本の寺とその宝物』の英訳に協力した。帰国後東洋美術史を講義、ハーバード大学付属フォッグ美術館東洋部長を務めるなど、東洋美術の研究をした。1946年、米軍司令部の古美術管理の顧問として来日。朝河貫一とは親交が深く、数々の書簡を交わしたりウォーナーの著書に朝河が序文を寄せたりした。

## 中国における文化財の略奪
中国では、敦煌壁画を剥がして持ち去るなど、文化財の略奪者と見る意見もある。

## 第二次世界大戦

### ウォーナーリスト
太平洋戦争時、日本の多くの都市・地域に空爆があったが、京都は爆撃されなかった。この事実の理由として、ウォーナーが、空爆すべきでない地名のリスト（ウォーナーリスト）を作成して米政府に進言したから、という説がある。リストは、戦前にウォーナーが翻訳作業を手伝った日本古代美術展カタログを下敷きに作成された。ウォーナーと親交があった美術研究家の矢代幸雄が、1945年11月の朝日新聞にウォーナーリストが文化財を救ったという談話を発表したことから広まり、以来広く一般に知れ渡った。ウォーナーの知己である牧野伸顕の『回顧録』、近藤啓太郎の『日本画誕生』や岡倉覚三著村岡博訳の『茶の本』の解説（福原麟太郎）などにも、その旨の記述がある。また、下村宏も自著で、ハロルド・ヘンダーソンの話によると、と前置きしてこの説を述べている。
米国の軍事資料をもとにした研究により、1945年7月のポツダム会談のさなかに至るまで、米国陸軍の航空部隊は京都を原爆投下の最有力都市のひとつに温存しており、原爆の物理的効果を測定するため、京都を通常爆撃の対象から外していたことが判明しているが、矢代らによるウォーナー賛美により、1950年には、通常爆撃目標からの除外が原爆の投下目標のためであったにもかかわらず「京都は日本文化の象徴であり、爆撃の目標から特に除外された世界平和の生きた記念像である」という認識に基づく「京都国際文化観光都市建設法」が公布され、ウォーナーが亡くなった1955年には勲二等瑞宝章が授与され、高山義三京都市長もハーバード大学に感謝状を贈った。
京都を救ったのはウォーナーであるという話に基づいて、1958年6月、法隆寺西円堂の近くに供養塔、顕彰碑ウォーナー塔 (Warner Monument) が建立された。また「ウォーナーリストへの掲載＝貴重である証し」といった解釈は各方面でなされ、1961年には鈴木大拙が「ウォーナー博士が爆撃から除外されるべきものとして米国大統領に進言した文化財の中でも特に貴重なものとして、大谷大学の図書館が指摘されている」と語り、同大学の新図書館建設のための募金活動につながった。鎌倉にも同趣旨に基づくプレートがある。さらにウォーナーへの感謝の胸像が作られ、米国の大学へ寄贈されたこともある。なお、平川祐弘はウォーナーが困惑し、この胸像を人目につかない地下室に置いたことを紹介している。

### ウォーナー伝説に対する反論
一方、この説を否定する説が後年唱えられた。1975年に同志社大学のオーティス・ケーリが文芸春秋誌において「京都に原爆を落とすな－ウォーナー博士はほんとうに京都を救った恩人なのか」 を発表し、20年にわたる調査から、京都の原爆投下が避けられたのは陸軍長官ヘンリー・スティムソンによるものであるとした。1980年代には、立命館大学の鈴木良もスティムソン日記に「京都に原爆を落とすのは対ソ戦略から政治的効果にマイナスになるから（投下しない）」とあることを指摘し、ウォーナーと直接交流のあった五浦研究所初代所長の稲村退三もウォーナー自身が「リストは作成したが、爆撃を中止させるほどの権限はなかった」と述べていたことを記している。
1994年7月、歴史研究者の吉田守男は、学会誌『日本史研究』に『ウォーナー伝説批判』という論文を発表し、（同リストは）戦争中の文化財保護を目的とするよりは、休戦時に、「枢軸国の博物館やその指導者の私的コレクションのなかから被侵略国に引き渡されるべき損害に対する返済用の一等価値の美術品・歴史的公文書のリスト」であることを明らかにした。これは後に『日本の古都はなぜ空襲を免れたか』（朝日文庫）、『京都に原爆を投下せよ』角川書店刊の改題）にまとめられた。吉田の研究によれば、ウォーナーの文化財保護の話はGHQ民間情報教育局の情報工作による宣伝で、事実と異なるとする。吉田によれば、ウォーナーリストは、単なる文化財保護の目的ではなく、占領地域での文化財を保護し、（ナチスなどが）略奪した文化財を返還させ、弁償させるために作成したリストの日本版であった。リストに記載された文化財で名古屋城、岡山城など空襲によって焼失したものは多数存在する。また、実際には京都でも東山区馬町（1945年1月16日）、右京区太秦（4月16日）、右京区春日（3月19日）、上京区西陣（6月26日）、そして京都御所（5月11日）など計20回以上の空襲に遭っており、原爆の投下候補地にもなっていた。京都が結果的に大規模な空襲を免れたのは、原爆の投下目標として温存されたためである。奈良も大規模な空襲こそなかったが、小規模な空襲や機銃掃射は多々あった。
2007年には毎日新聞が、オーティス・ケーリや五百旗頭真の調査により、京都を原爆投下候補地から外したのは実は陸軍長官ヘンリー・スティムソンであり、戦前、京都を訪れ、日本文化を愛していたスティムソンの配慮に依るものだったという説を報道。ケーリ・五百旗頭調査を2010年に紹介した比較文化史家で東京大学名誉教授の平川祐弘は、ウォーナーの他にも日本の文化財保護の立役者と言われている人物が複数いるがどれも根拠薄弱であると述べ、「外国人に感謝するのもいいが、するなら根拠のある感謝をしてもらいたい」「ウォーナー伝説は日本では美談扱いだが、米国では日本人の感傷的な歪（ゆが）んだ外国認識の実例として研究対象にされた」と痛烈に批判している。
なお、歴史家で鎌倉世界遺産登録推進協議会広報部会長の内海恒雄は、ウォーナーリストの解説に「（日本の文化財の）破壊は大損害であり、戦禍を免れたら世界の文明国の利益は計りしれない」と書き添えられていたことを指摘している。

### ウォーナーリストに記載のある被災文化財
- 仙台城（焼失）
- 大垣城（焼失）
- 名古屋城（焼失）
- 熱田神宮（一部焼失）
- 広島城（焼失）
- 岡山城（焼失）
- 永福寺（焼失）
- 松山城（一部焼失）
- 宇和島城（一部焼失）
- 首里城（焼失）
- 大阪城（一部焼失）
- 四天王寺（焼失）
- 寛永寺（焼失）
- 浅草寺（焼失）
- 皇居（焼失）
- 明治神宮（焼失）
- 増上寺（焼失）
- 帝国ホテル（一部焼失）
- 姫路城（一部焼失）

など

## 著書
- 『万仏峡洞 - 9世紀仏教壁画の研究』〈Buddhist Wall Paintings - A Study of a Ninth-Century Grotto at Wan Fo Hsia〉1938年
- 『遙かなる敦煌への道』〈The Long Old Road in China〉
  - 茂木雅博監訳／劉学新訳、同成社、2014年5月
- 『推古彫刻』 寿岳文章訳、みすず書房、1958年初版
- 『日本彫刻史』 宇佐見英治訳、みすず書房、1956年初版

## 論文
- 藝術と生活 『美術及工藝』第2巻第1號 林翠訳、日本美術及工藝會、1947年3月